# Torrubia de Soria
Torrubia de Soria – gmina w Hiszpanii, w prowincji Soria, w Kastylii i León, o powierzchni 52,33 km². W 2011 roku gmina liczyła 72 mieszkańców.